# Meeting International d'Arles
De Meeting International d'Arles was een internationale atletiekwedstrijd die jaarlijks werd gehouden van 1997 tot en met 2009. De wedstrijd bestond uit twee meerkampen: de zevenkamp voor vrouwen en de tienkamp voor mannen. De wedstrijd vond plaats in het Stade Fernand Fournier in Arles (Frankrijk). De wedstrijd behoorde van 1998 tot 2009 tot de IAAF World Combined Events Challenge, een mondiaal meerkampcircuit. 

## Winnaars
Dit overzicht is mogelijk incompleet; u kunt helpen door het uit te breiden.
| Editie | Tienkamp (mannen)   | Tienkamp (mannen) | Tienkamp (mannen) | Zevenkamp (vrouwen) | Zevenkamp (vrouwen) | Zevenkamp (vrouwen) |
| Editie | Winnaar             | Land              | Punten            | Winnares            | Land                | Punten              |
| ------ | ------------------- | ----------------- | ----------------- | ------------------- | ------------------- | ------------------- |
| 2002   | Laurent Hernu       | FRA               | 8108              | Marie Collonvillé   | FRA                 | 6083                |
| 2003   | Aleksandr Pogorelov | RUS               | 8072              | Eunice Barber       | FRA                 | 6694                |
| 2004   | Laurent Hernu       | FRA               | 8122              | Marie Collonvillé   | FRA                 | 6260                |
| 2005   | Kristjan Rahnu      | EST               | 8526              | Eunice Barber       | FRA                 | 6889                |
| 2006   | Roman Šebrle        | CZE               | 8333              | Jessica Zelinka     | CAN                 | 6314                |
| 2007   | Romain Barras       | FRA               | 8147              | Tatyana Chernova    | RUS                 | 6768                |
| 2008   | Nadir El Fassi      | FRA               | 8123              | Blandine Maisonnier | FRA                 | 6157                |
| 2009   | Rudy Bourquiqnon    | FRA               | 7699              | Marisa De Aniceto   | FRA                 | 5945                |